# Роджерс, Рэндольф
Рэндольф Роджерс (англ. Randolph Rogers; 6 июля 1825[…], Уотерлу, Нью-Йорк — 15 января 1892[…], Рим) — американский скульптор, большую часть жизни проживший в Италии, но много работавший по заказам правительства США. К его наиболее известным работам относятся бронзовые «Двери Колумба» в Вашингтонском Капитолии и несколько военных мемориалов, возведённых в память о Гражданской войны в США.

## Биография

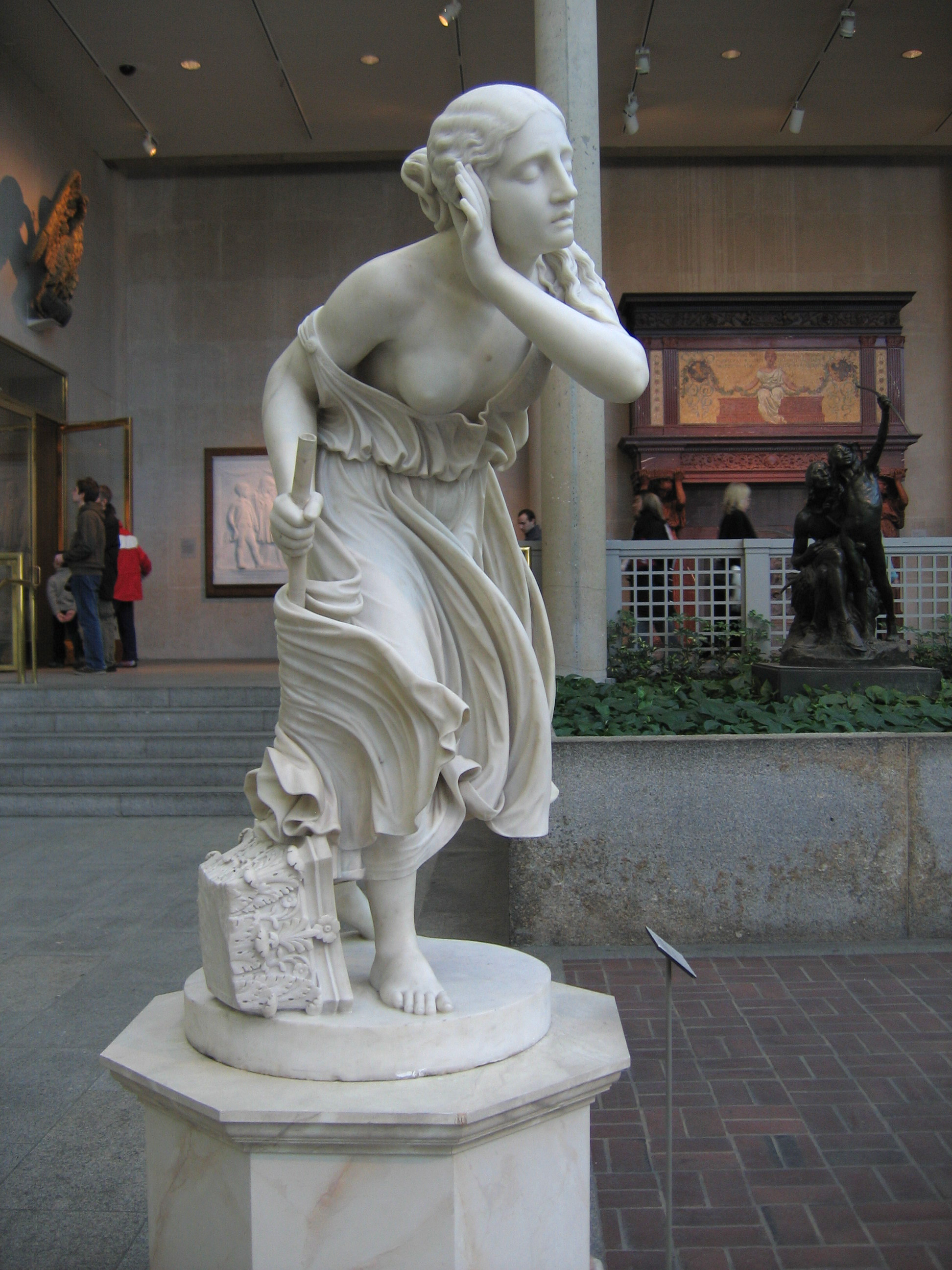
Нидия, слепая цветочница из Помпеи (1853—1854), Метрополитен-музей, Нью-Йорк.

Будущий скульптор родился в городе Уотерлу (Ватерлоо), штат Нью-Йорк, но вырос в Анн-Арборе, штат Мичиган, куда его семья переехала, когда он был ребёнком.
В юности Роджерс заинтересовался гравированием. Около 1847 года он переехал в Нью-Йорк, но не сумел устроиться на работу гравёром. Вместо этого Роджерс был вынужден поступить клерком в галантерейный магазин, где его талант к ваянию неожиданно был замечен владельцем магазина, который был так впечатлён, что предоставил юноше стипендию для путешествия в Италию с образовательными целями.
Прибыв в следующем, 1848 году во Флоренцию, Роджерс поступил в ученики к известному скульптору Лоренцо Бартолини. Уже в 1851 году он обзавёлся собственной мастерской в Риме и начал работать, как самостоятельный скульптор. В Риме Роджерс проживал всю оставшуюся жизни, выполняя многочисленные заказы правительства Соединённых Штатов и частных лиц. Скончался в 1892 году в Риме.

## Творчество

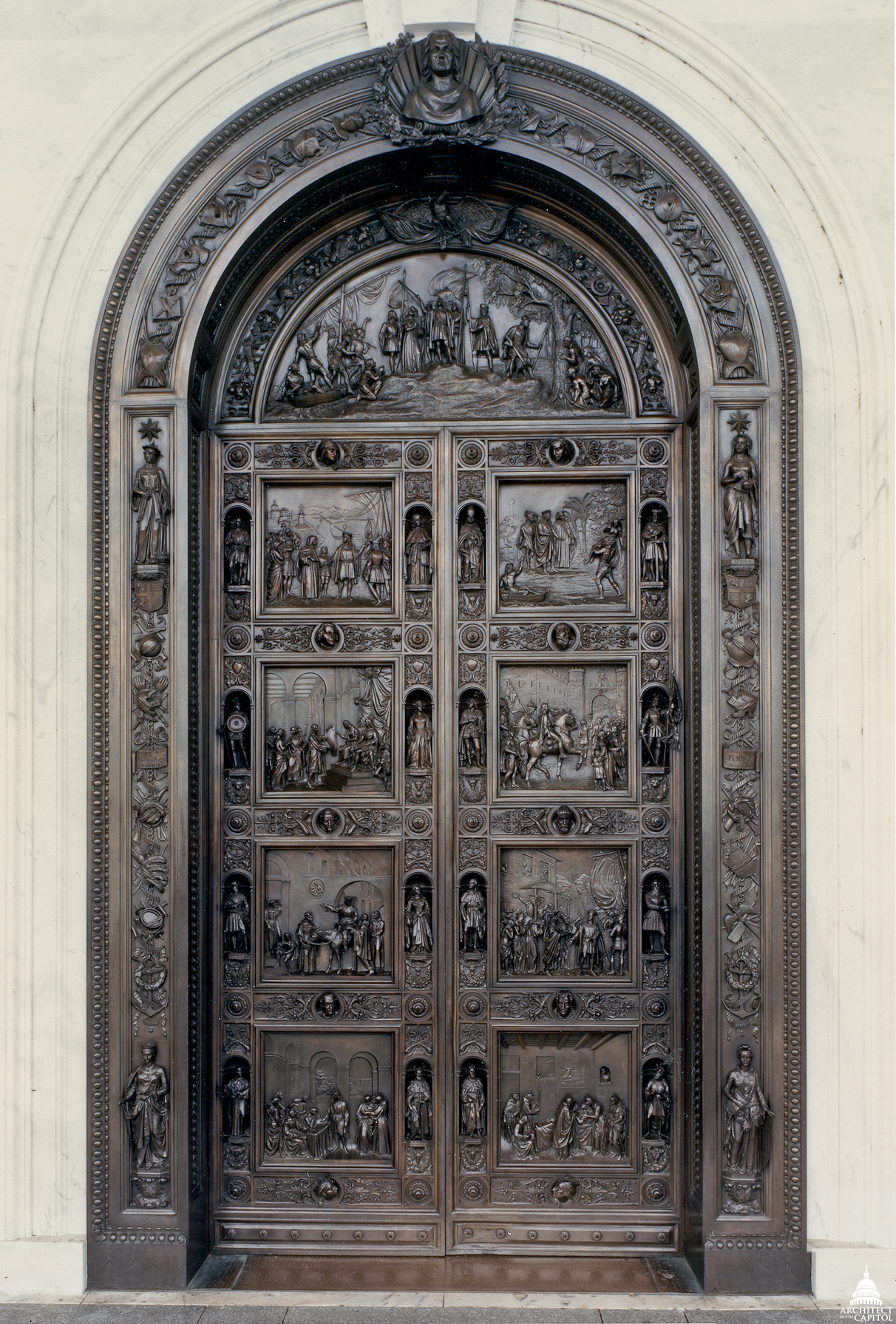
Двери Колумба, Капитолий США.

Творческая манера Роджерса отличалась своеобразием. Он не любил работать с мрамором, поэтому изготавливал скульптуры из другого материала, которые затем тиражировались в мраморе его подмастерьями. В результате, в мастерской Роджерса изготовлялось несколько десятков мраморных экземпляров одних и тех же скульптур, что являлось редкостью для того времени, так как мрамор, в отличие от бронзы, в то время обычно не считался материалом, подходящим для тиражирования.
Первой крупной работой Роджерса стала скульптура «Руфь, собирающая колосья» (1853) на сюжет из Ветхого Завета. Уже эта первая  работа была повторена в мраморе подмастерьями скульптора около 20 раз. Следующей стала скульптура «Нидия, слепая цветочница из Помпеи» (1853—1854), изображающая героиню романа Эдварда Бульвер-Литтона «Последние дни Помпеи». Эта скульптура пользовалось ещё большей популярностью, в том числе, в силу популярности романа, так что в мастерской Роджерса было изготовлено не менее 77 её мраморных копий.
В 1855 году Роджерс получил первый крупный заказ от правительства Соединённых Штатов — на монументальные бронзовые двери для восточного фасада Капитолия в Вашингтоне, округ Колумбия. На дверях Роджерс решил изобразить сцены из жизни Христофора Колумба. Двери Колумба были смоделированы Роджерсом в Риме, отлиты из бронзы в Мюнхене по его модели и установлены на предназначавшееся для них место в Вашингтоне в 1871 году.
В 1854 году Роджерс вместе со скульпторами Уильямом Стори, Ричардом Гриноу и Томасом Кроуфордом получил заказ создать скульптурные изображения четверых известных уроженцев Бостона для украшения интерьеров часовни, расположенной на бостонском кладбище Маунт-Оберн. Каждому из скульпторов было заказано, по одной статуе, причём Роджерсу «достался» президент США Джон Адамс. Скульптор выполнил заказ и в сентябре 1857 года отправил законченную мраморную скульптуру в Бостон из Рима, но корабль, который её перевозил, пропал в море. После этого Роджерсу пришлось создать копию утраченной скульптуры. Тем временем, скончался скульптор Кроуфорд, и заказ на статую Джеймса Отиса, полученный ранее Кроуфордом, перешёл к Роджерсу. Обе скульптуры в итоге благополучно добрались до Бостона, некоторое время стояли в часовне на кладбище, а в 1935 году, в силу их высокой художественной ценности, были переданы в Гарвардский художественный музей.
Кроме того, после смерти Кроуфорда Роджерсу было поручено завершить статую Джорджа Вашингтона в Капитолии штата Виргиния в городе Ричмонд. Для неё он выполнил две фигуры современников Вашингтона и шесть аллегорических фигур.
Ко второй половине 1860-х годов слава Роджерса у него на родине достигла таких масштабов, что после окончания Гражданской войны в США именно он стал создателем четырёх ключевых памятников жертвам этой войны: Национального мемориала Геттисбергской битвы  в Геттисберге, штат Пенсильвания (1865—1869), памятника солдатам и матросам штата Род-Айленд в Провиденсе, столице штата (1866—1871), памятника солдатам и матросам штата Мичиган в Детройте, его крупнейшем городе (1867—1872) и военного мемориала в Вустере, штат Массачусетс (1871—1874).
В 1877—1878 Роджерс создал бронзовую скульптуру «Гений Коннектикута», украсившую купол Капитолия штата Коннектикут в городе Хартфорде. Статуя была повреждена во время урагана 1938 года, а затем демонтирована и переплавлена на металл во время Второй мировой войны. Сегодня в здании Капитолия штата Коннектикут выставлен гипсовый слепок несохранившейся статуи.
В 1873 году Роджерс стал первым американцем, избранным членом итальянской Академии художеств — Академию Святого Луки в Риме,  а в 1884 году Король Италии Умберто I возвёл скульптора в дворянство за заслуги перед Италией в сфере искусства.
В 1882 году Роджерс перенес инсульт, и с тех пор не мог работать. Он завещал свои бумаги и гипсовые слепки своих скульптур Мичиганскому университету, где также находится одна из копий «Нидии».

## Избранные работы

### Галерея

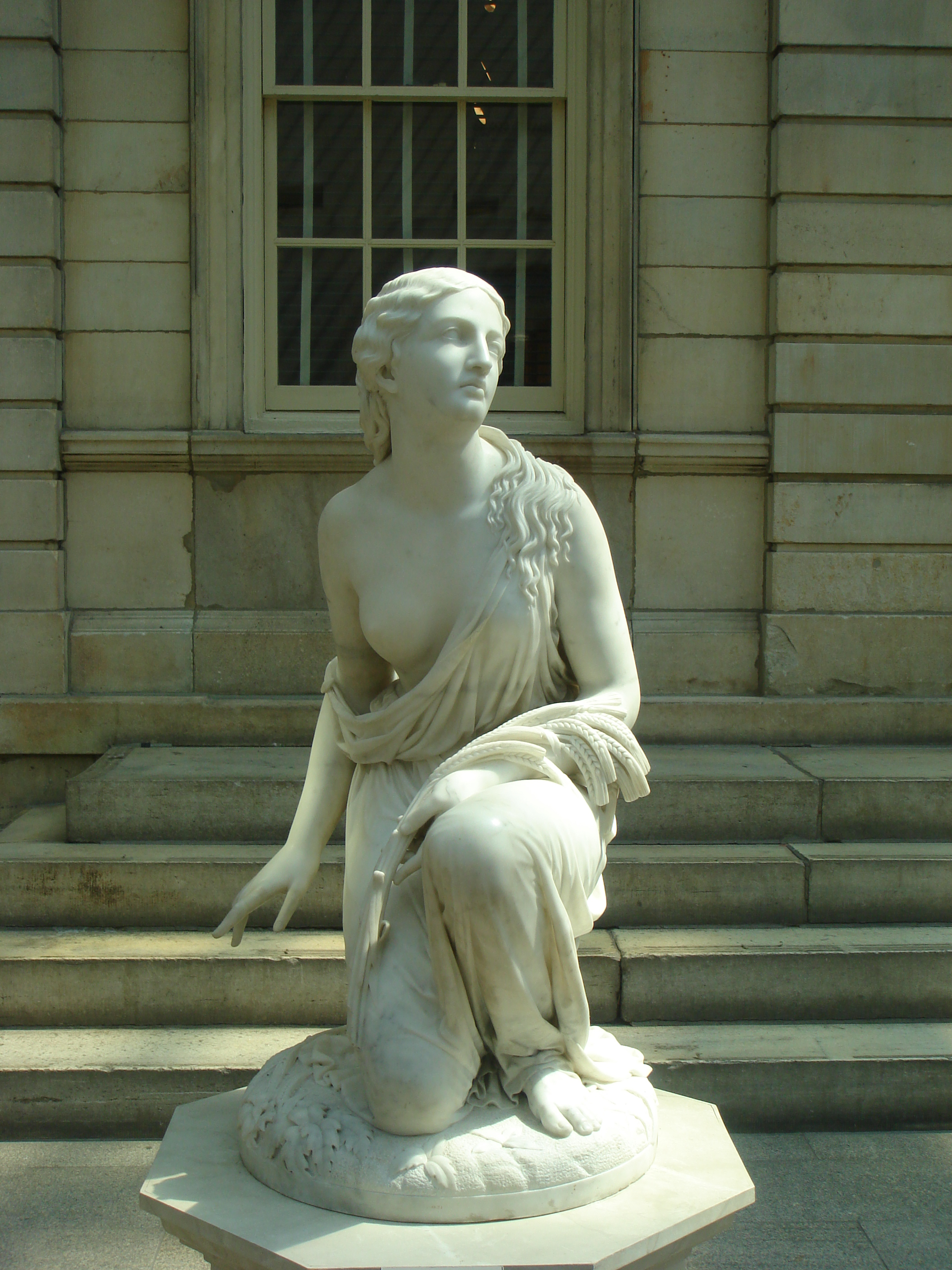
Руфь, подбирающая колосья (1853), Метрополитен-музей, Нью-Йорк.
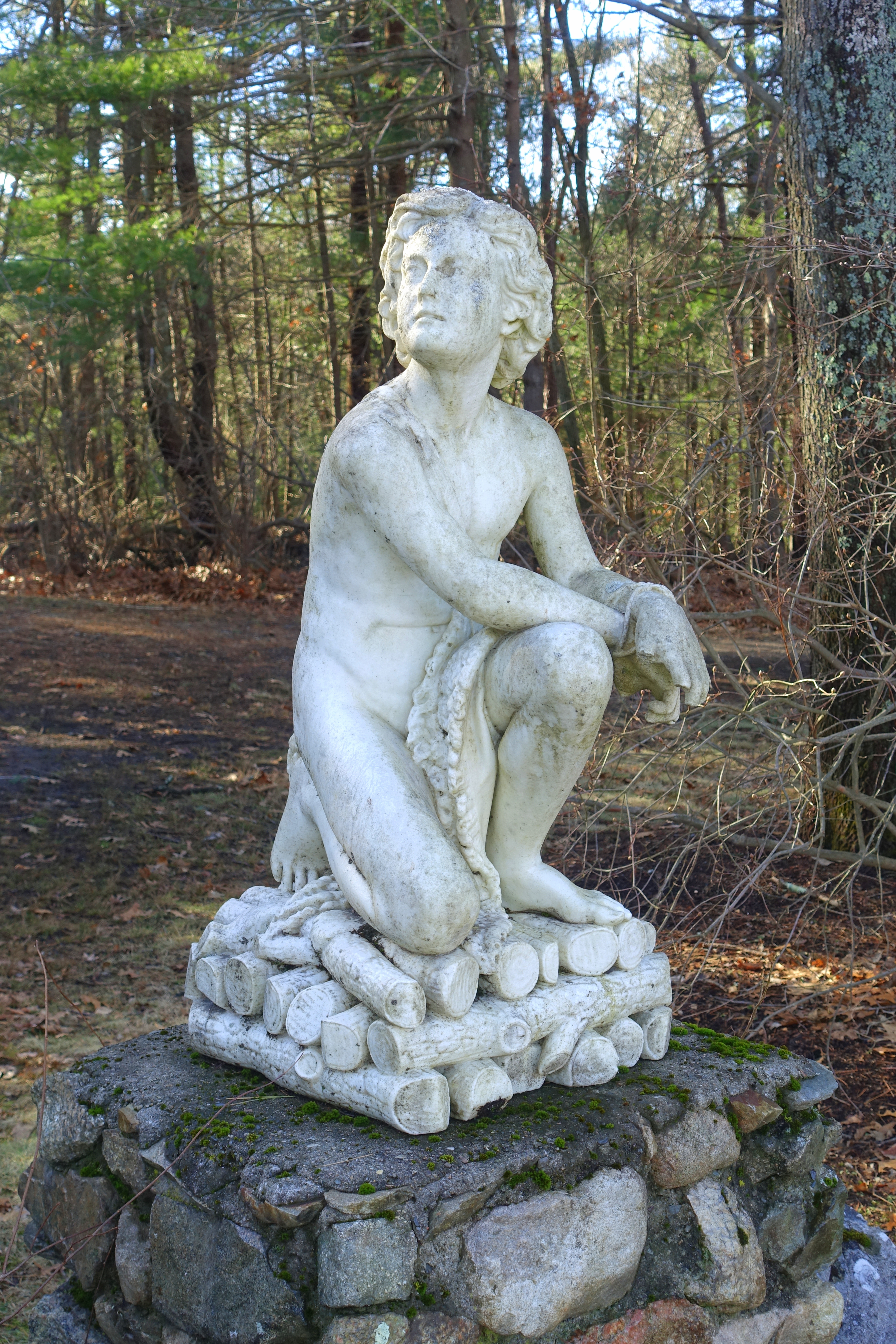
Исаак на алтаре (Жертвоприношение Авраама; 1863—1864)
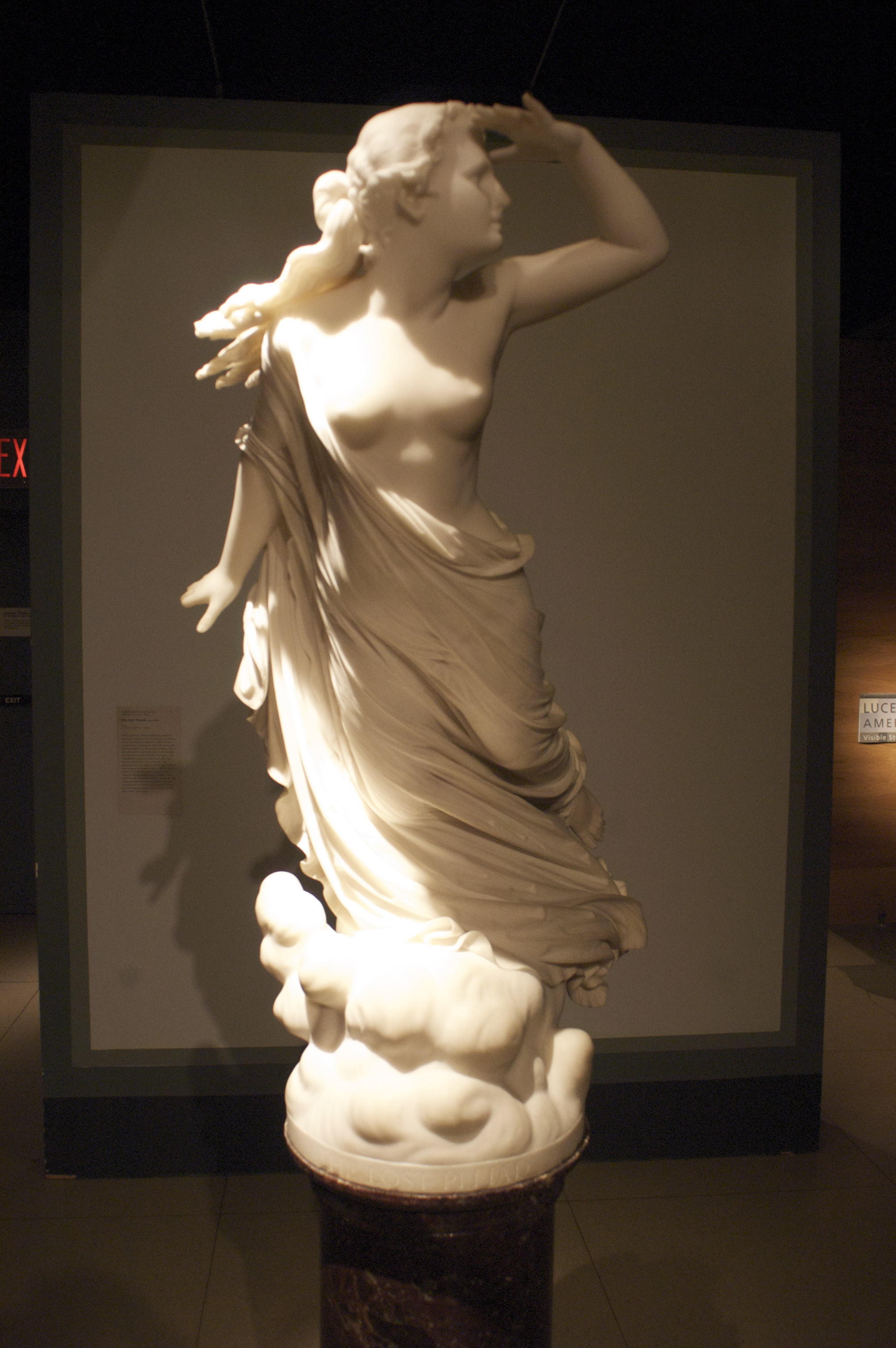
Плеяда (1873–1874), Бруклинский музей, Бруклин, Нью-Йорк.
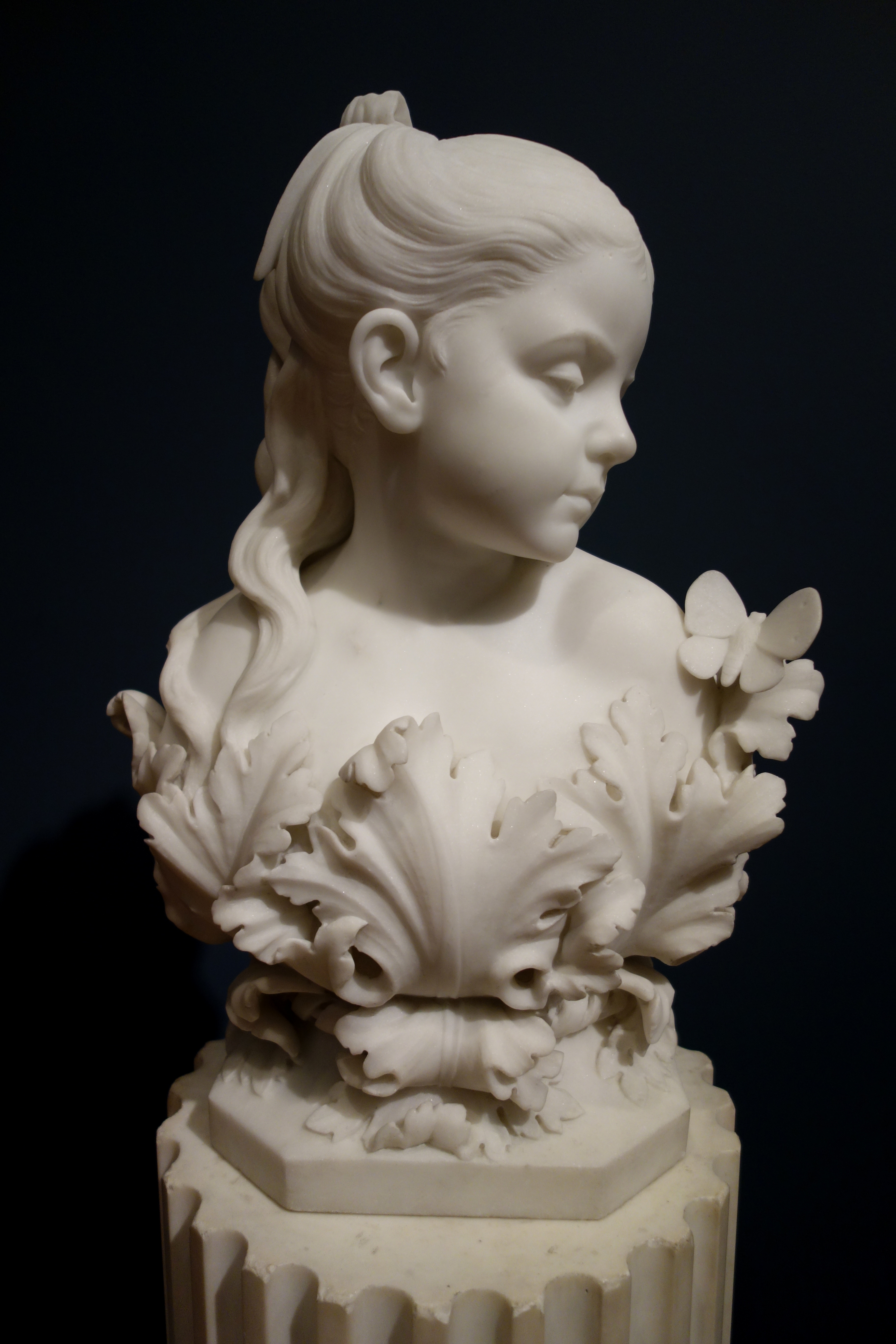
Юная Психея (бюст дочери художника Норы) (ок. 1880 г.), Художественный музей Цинциннати, Цинциннати, Огайо.
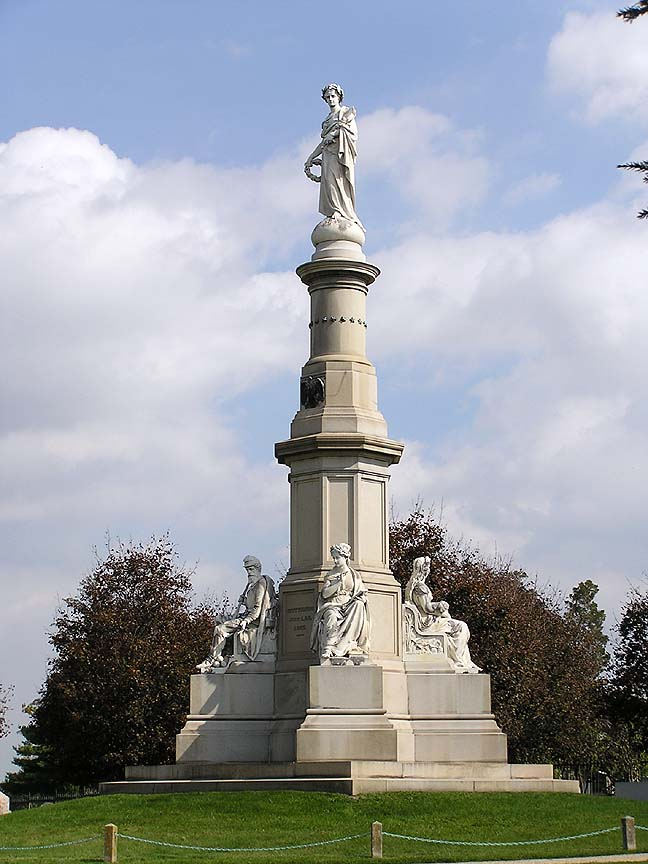
Национальный мемориал Геттисбергской битвы (1865–1869), Геттисберг, Пенсильвания
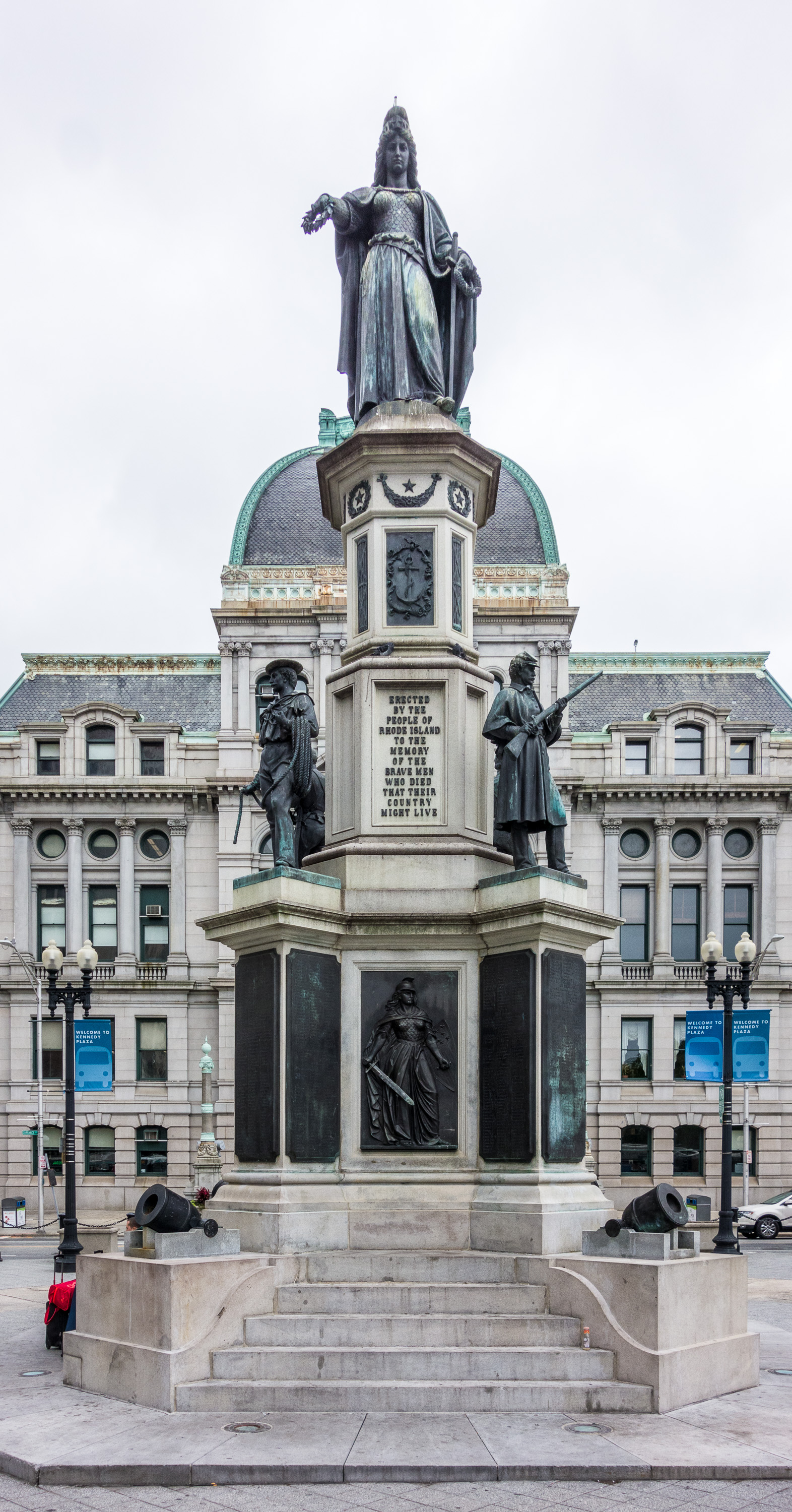
Памятник солдатам и матросам Род-Айленда (1866–1871), Кеннеди-сквер, Провиденс, Род-Айленд.
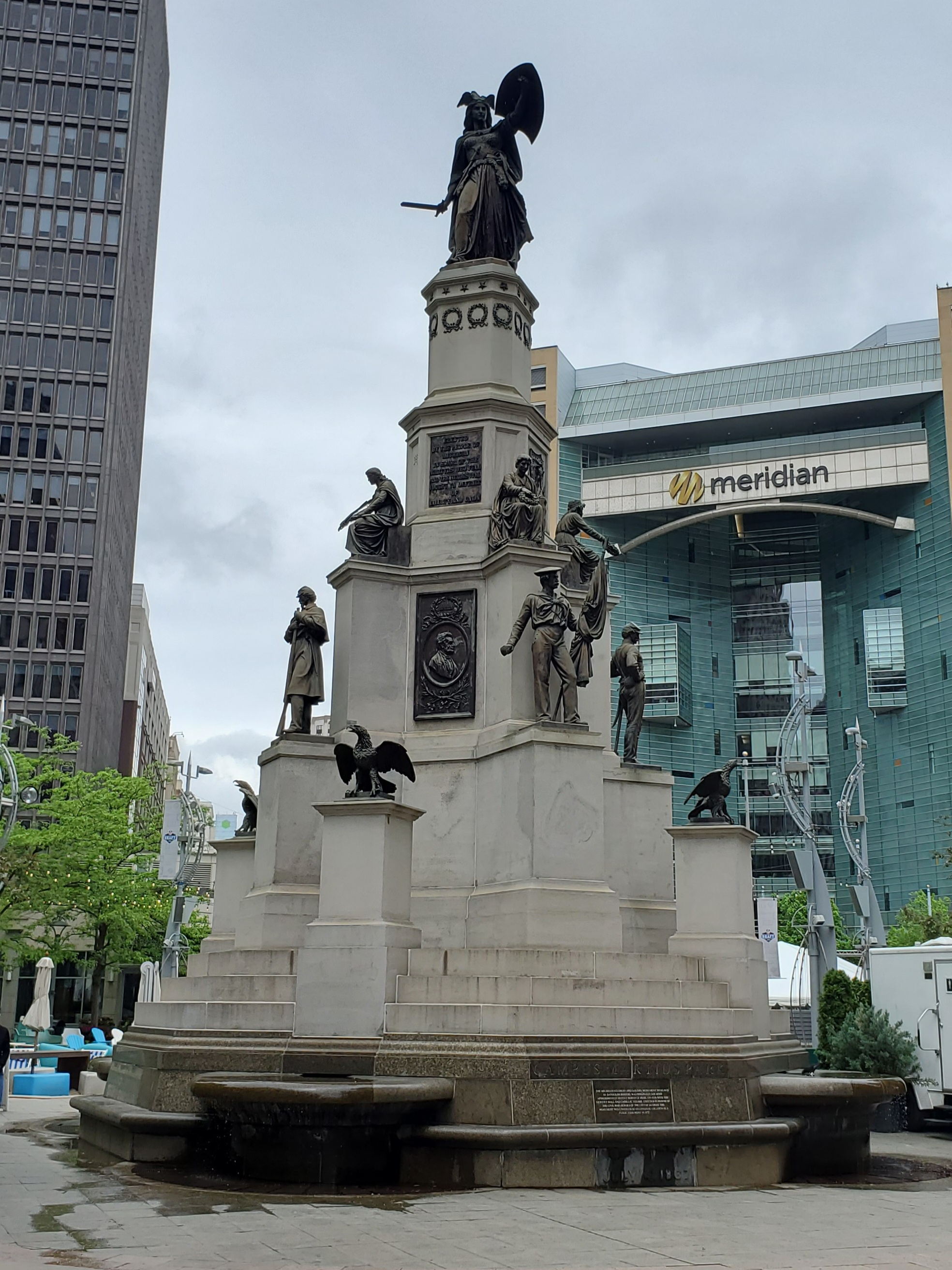
Памятник солдатам и матросам Мичигана (1867–1872), Детройт, Мичиган.
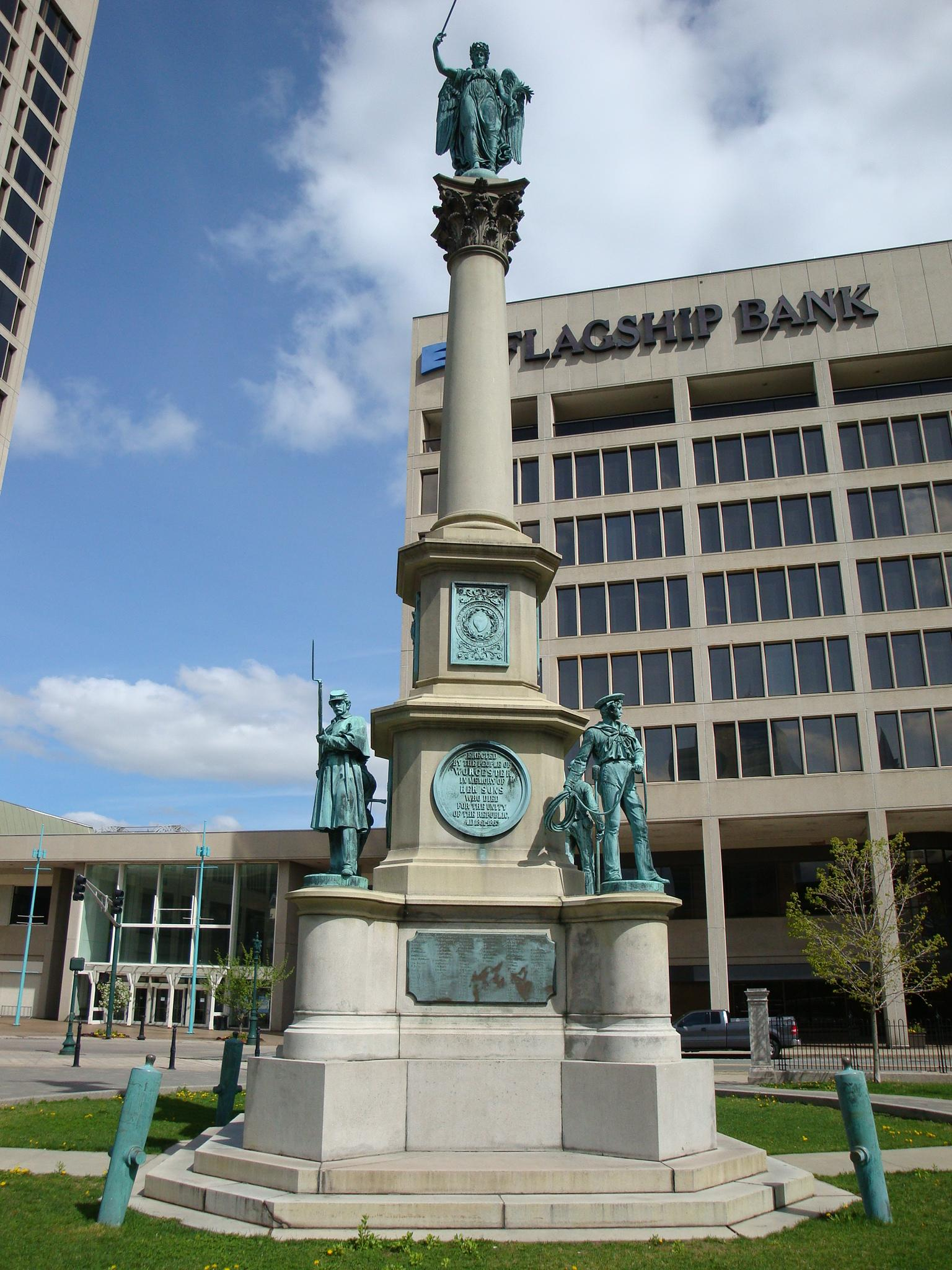
Военный мемориал (1871–1874), Вустер, Массачусетс.
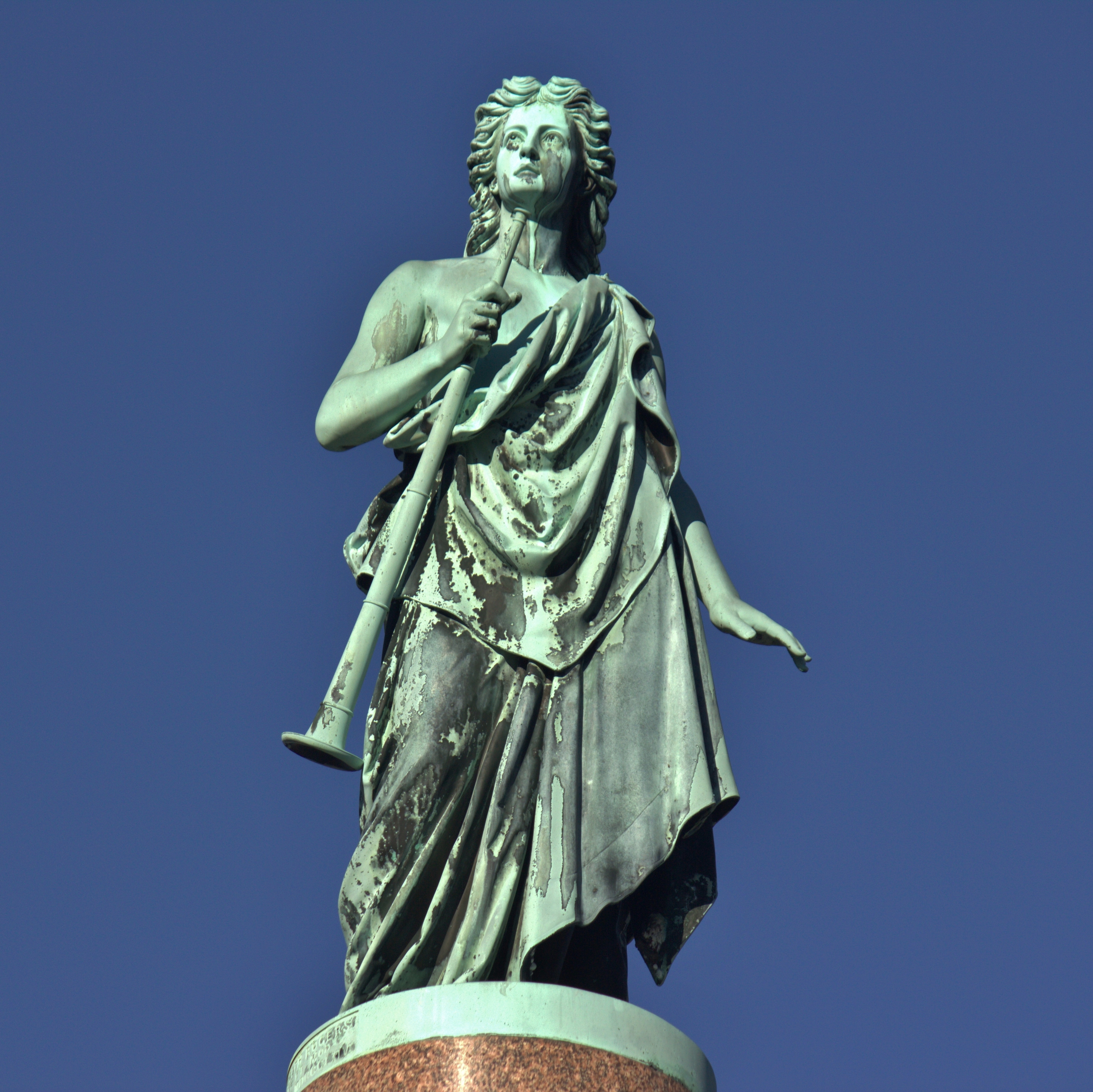
Ангел Воскресения (1864) на вершине надгробия семьи Кольт, кладбище Сидар-Хилл, Хартфорд, Коннектикут.
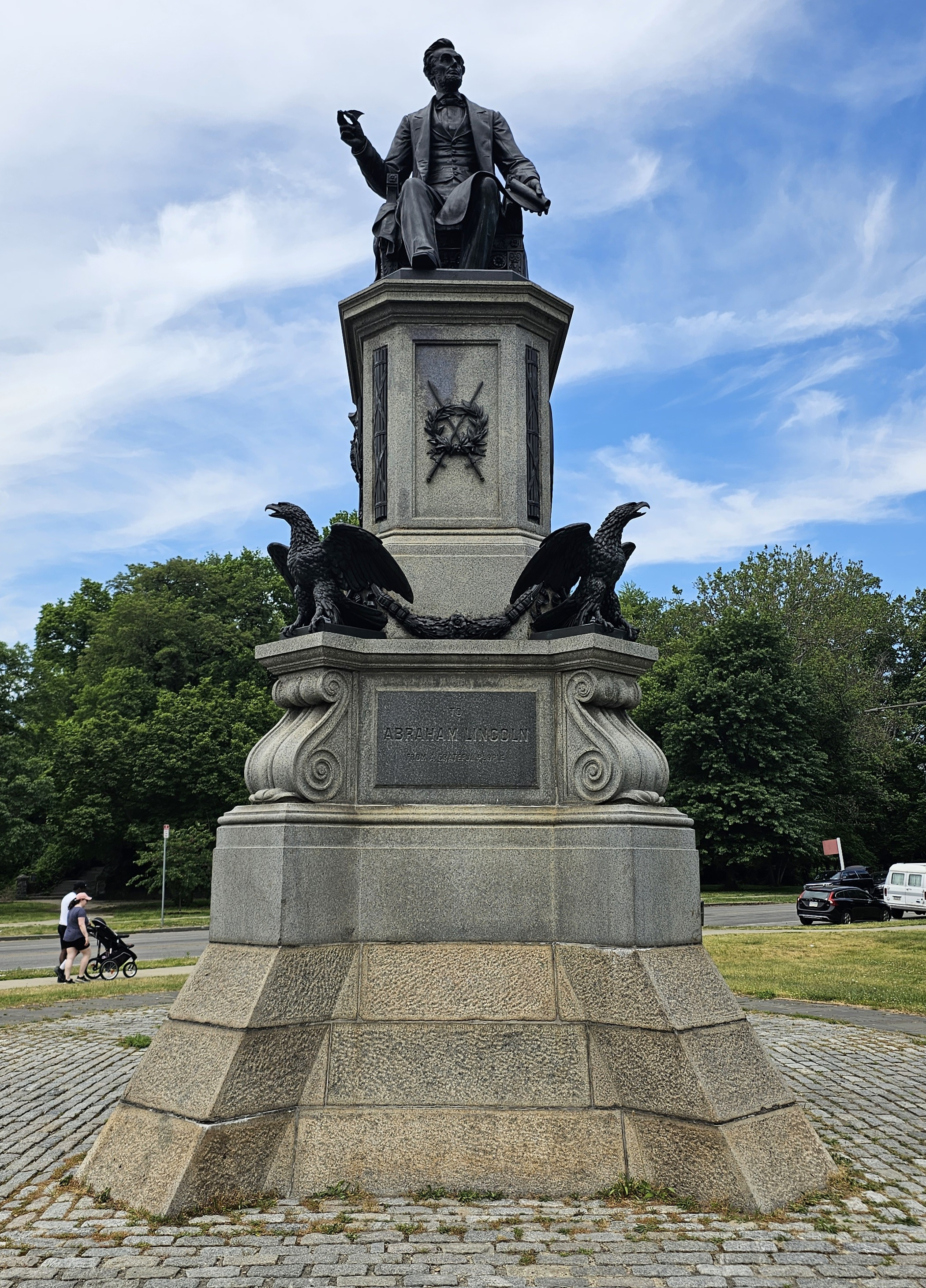
Памятник Аврааму Линкольну (1870–1871), Ист-Фэрмаунт-Парк, Филадельфия, Пенсильвания.
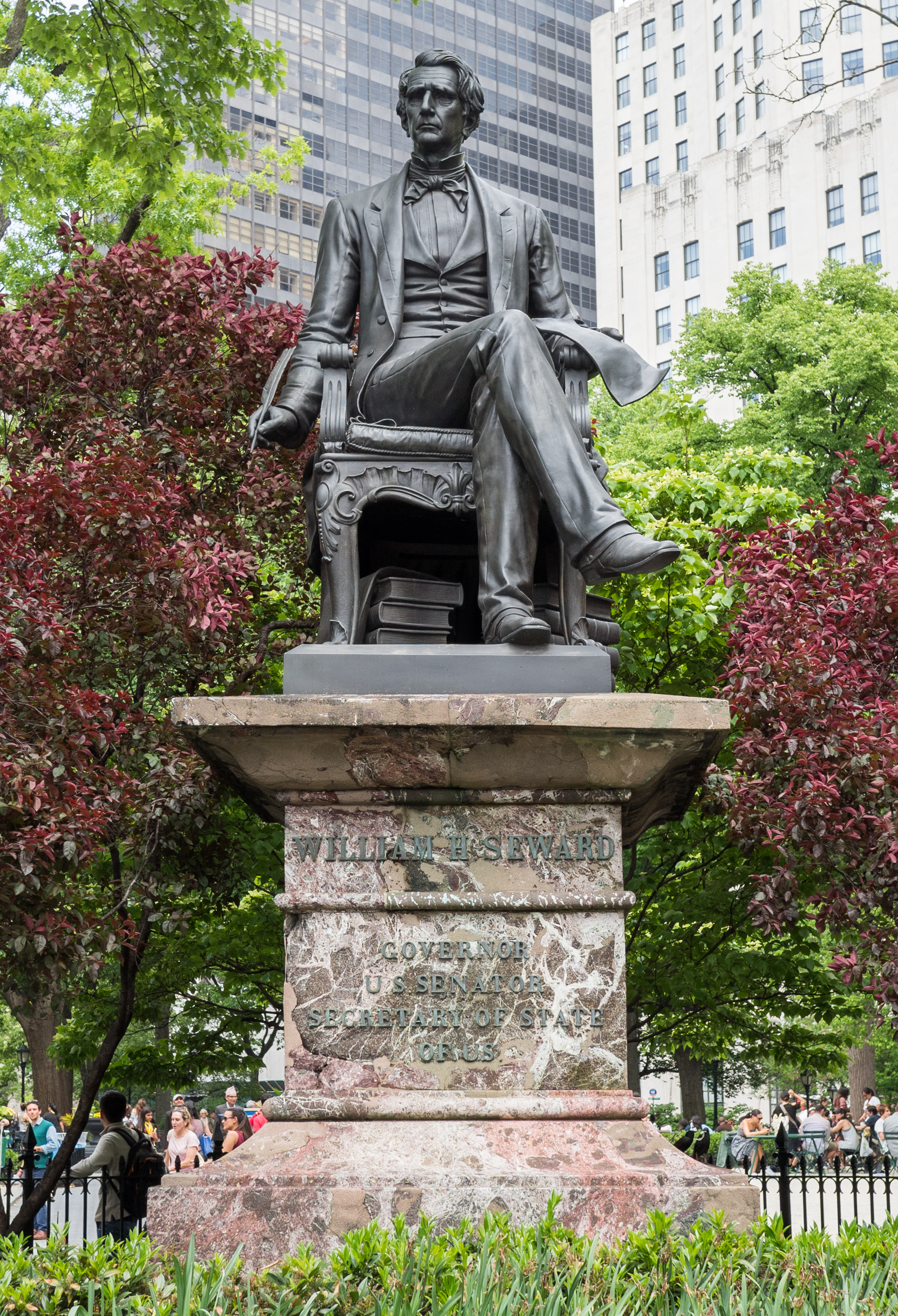
Памятник Уильяму Генри Сьюарду (1875–1876), Мэдисон-сквер, Нью-Йорк.
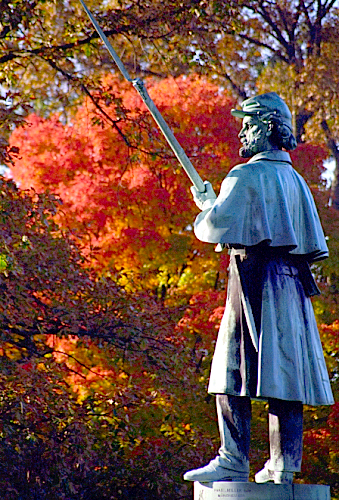
Страж, Кладбище Спринг-Гроув, Цинциннати, Огайо.
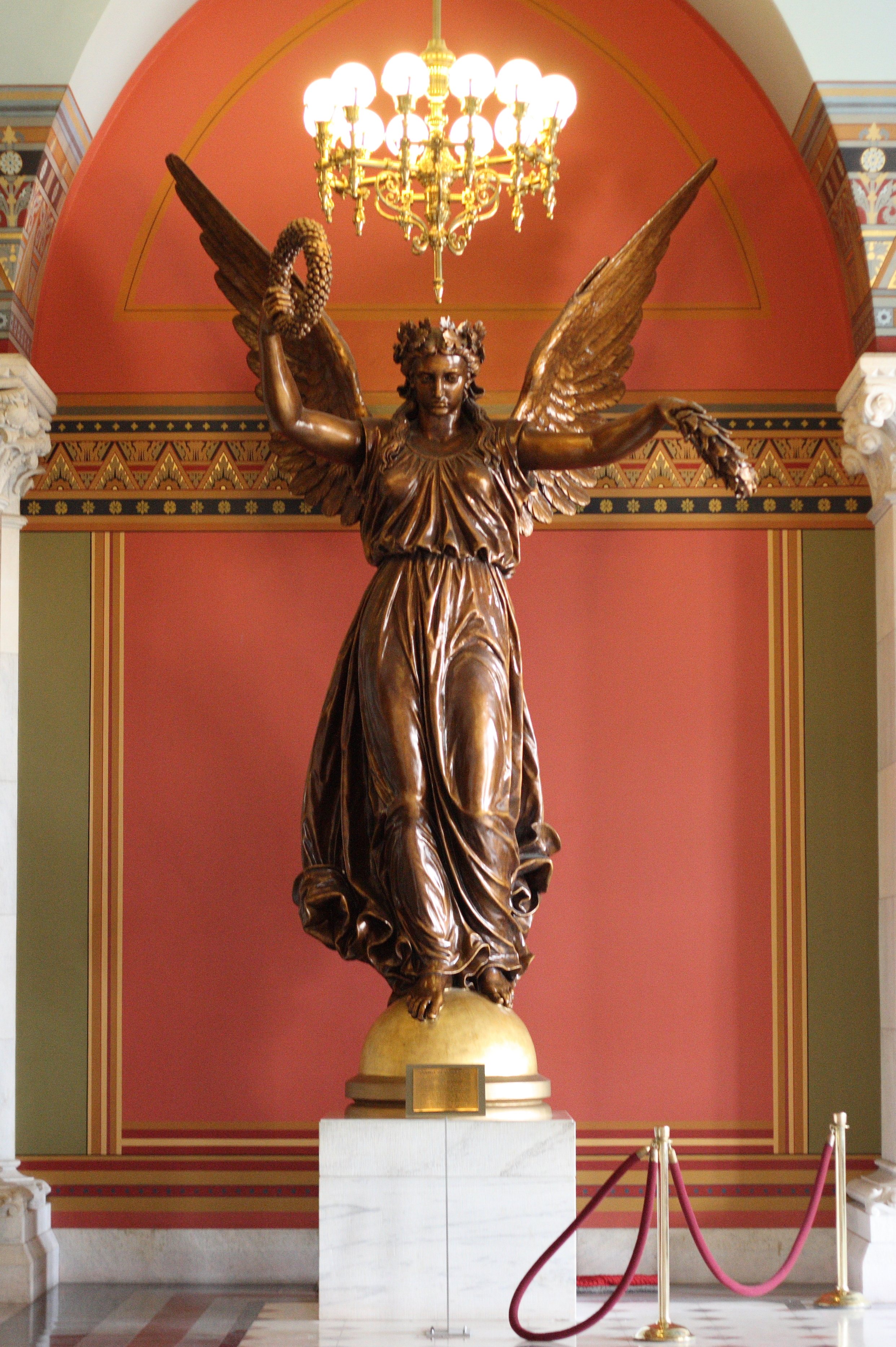
Гений Коннектикута (1877–1878), Капитолий штата Коннектикут, Хартфорд, Коннектикут. Тонированный гипсовый слепок с несохранившегося бронзового оригинала.
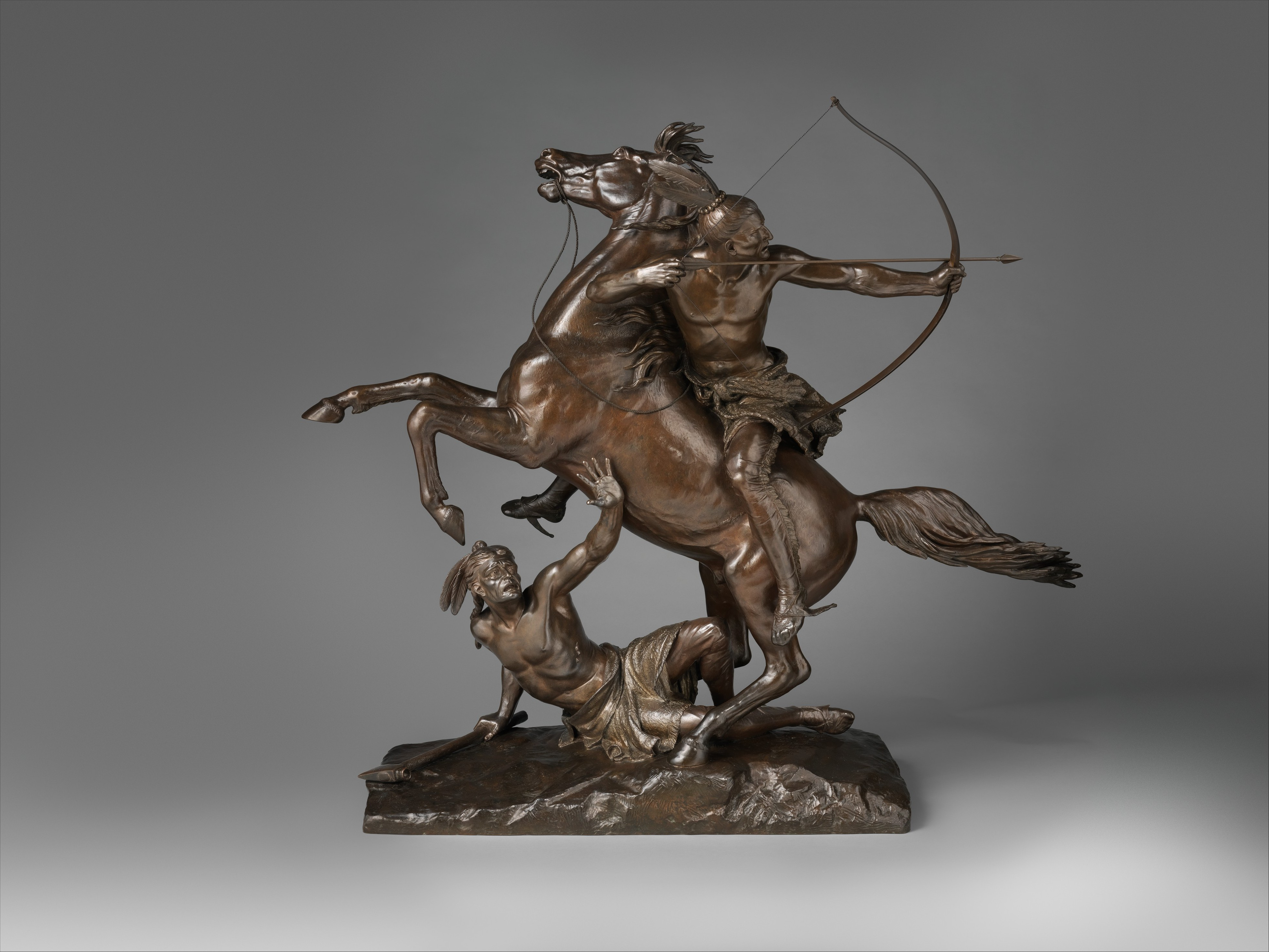
Последняя стрела (настольная статуэтка; 1879—1880), Метрополитен-музей, Нью-Йорк[18].
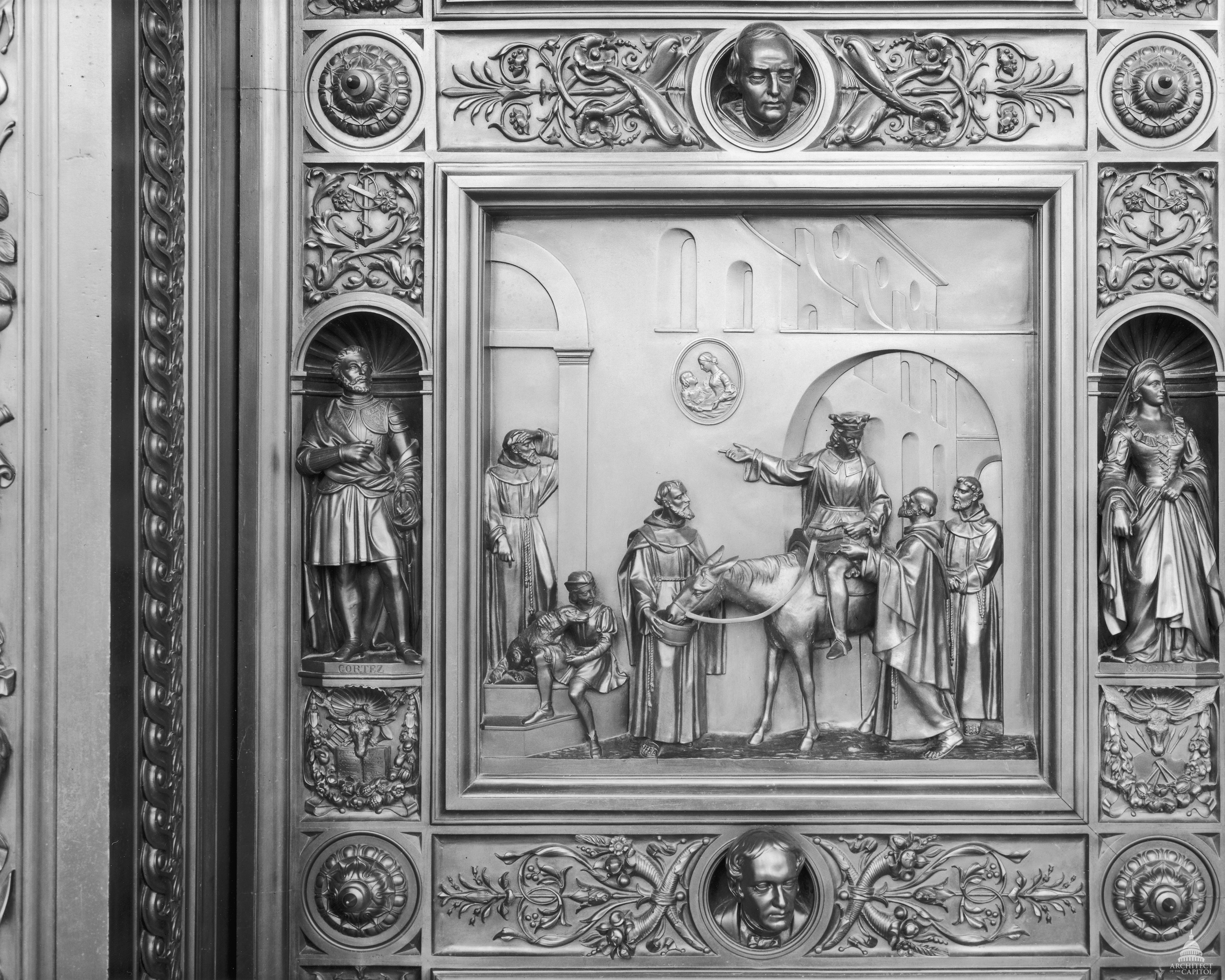
Двери Колумба. Деталь.
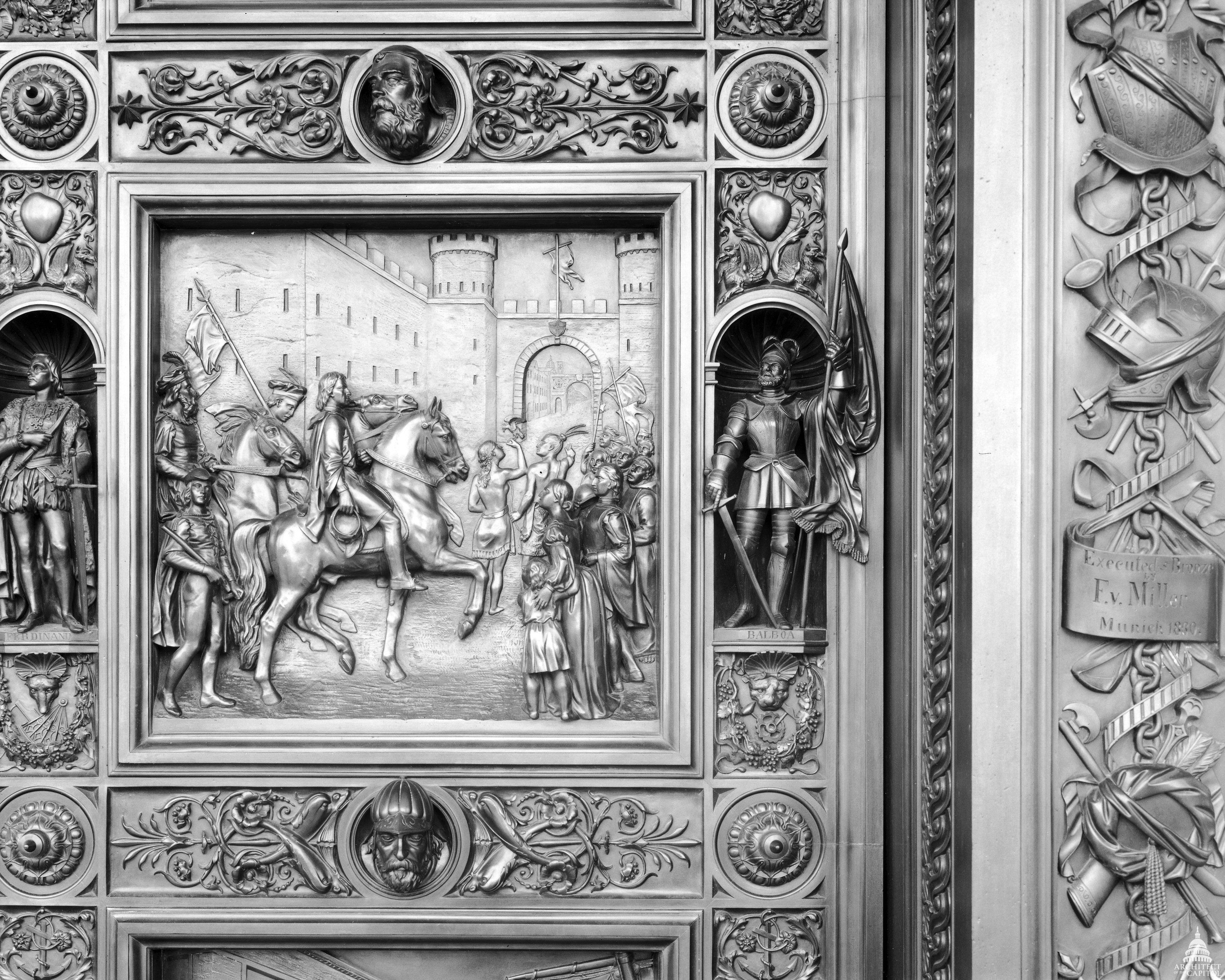
Двери Колумба. Деталь.

### Другие работы
- Статуя президента Джона Адамса (1854—1859), Мемориальный зал Гарвардского университета, Кембридж (Массачусетс)[19].
- Статуи политика Томаса Нельсона, первопроходца Мериуэзера Льюиса и 6 аллегорических фигур для памятника Джорджу Вашингтону в Капитолии штата Виргиния в Ричмонде (1857—1858)[20].
- Жертвоприношение Авраама (1863—1864), Бруклинский художественный музей, Бруклин, Нью-Йорк[21].
- Сомнамбула («Девушка, страдающая лунатизмом»; 1863—1864), Смитсоновский музей американского искусства, Вашингтон, округ Колумбия[22].

## Дальнейшее чтение
- Статья: «Randolph Rogers» в книге: Susan James-Gadzinski, Mary Mullen Cunningham. American Sculpture in the Museum of American Art of the Pennsylvania Academy of the Fine Arts (PAFA, 1997), pp. 58–61.
- Millard F. Rogers, Jr. Randolph Rogers: American Sculptor in Rome. University of Massachusetts Press. 1971. ISBN 9780870230875
- Marc Tarrozzi. Randolph Rogers and the Rhode Island Soldiers' and Sailors' Monument (1989).